# Briseida

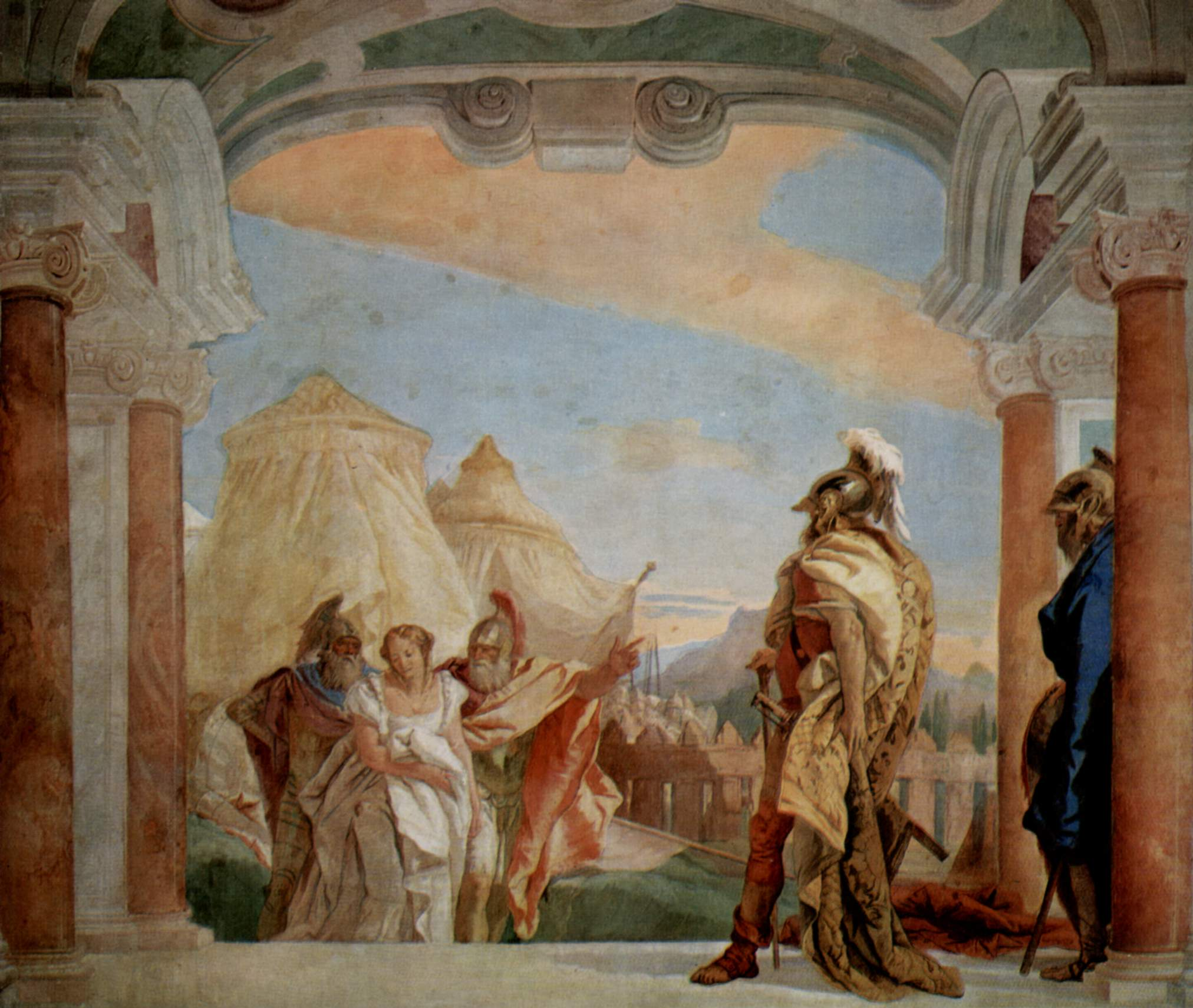
Briseida conducida hasta Agamenón, de Tiepolo (1757).

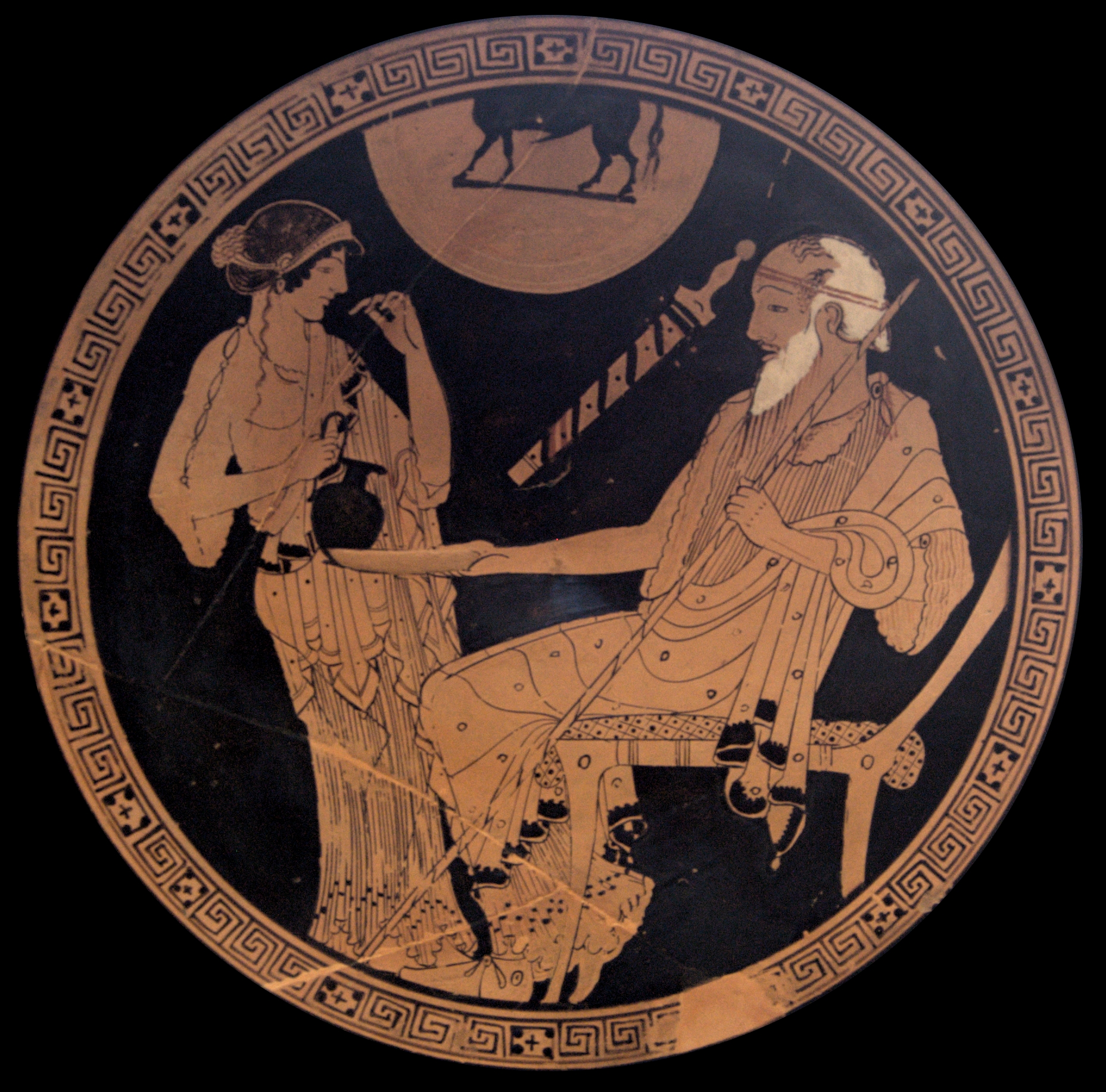
La de las lindas mejillas Briseida y Fénix, representados en un kílix, ca. 490 a. C., Louvre (G 152).

En la mitología griega, Briseida (en griego antiguo Βρισηίς Brisēis) era una viuda de Lirneso (Tróade) que fue raptada durante la Guerra de Troya por Aquiles tras la muerte de sus tres hermanos y su marido, el rey Mines de Lirneso, en la batalla. Era hija de Briseo y prima de Criseida. 
El rey Agamenón ordenó a sus heraldos Taltibio y Euríbates que tomasen a Briseida de Aquiles como compensación. Aquiles se ofendió por este embargo y, como resultado, se retiró de la batalla, a la que no regresaría hasta la muerte de Patroclo.
La retirada de Aquiles a su tienda es el primer suceso de la Ilíada de Homero. Con Aquiles fuera del conflicto, los troyanos disfrutaron un período de éxito. Tras el retorno de Aquiles a la batalla, Agamenón le devolvió a Briseida.
Dares Frigio dice que «era hermosa, de no elevada estatura, de tez blanca, de pelo rubio y suave, cejijunta, de ojos graciosos, de cuerpo proporcionado, cariñosa, afable, respetuosa, de carácter sencillo y piadosa».

## Troya(2004)
En Troya (2004, dirigida por Wolfgang Petersen) Briseida está interpretada por la actriz Rose Byrne. Entre otros cambios importantes respecto al referente homérico, se hace de Briseida una princesa troyana, prima de Héctor y Paris, sacerdotisa del dios Apolo y, por lo tanto, virgen. También mata a Agamenón.